# António Borges d'Almeida
António Borges d'Almeida   (Regne de Portugal, 18 d'octubre de 1898 - Rio de Janeiro, 24 de setembre de 1959) va ser un genet portuguès que va competir durant la 1920.
El 1924 va prendre part en els Jocs Olímpics de París, on va disputar dues proves del programa d'hípica. En el concurs de salts d'obstacles per equips, formant equip amb Hélder de Souza i José Mouzinho, guanyà la medalla de bronze, mentre en el concurs de salts d'obstacles individual fou cinquè, sempre amb el cavall Reginald.